# Sarah Douglas
Sarah Douglas (ur. 12 grudnia 1952 w Stratford-upon-Avon w hrabstwie Warwickshire) – brytyjska aktorka filmowa i telewizyjna.
Najbardziej znana z ról tzw. czarnych charakterów; Ursy w filmach Superman (1978) i Superman II (1980) oraz królowej Taramis w Conanie Niszczycielu (1984).

## Wybrana filmografia
Filmy:
- Dracula (1973) jako żona Draculi
- Rollerball (1975) jako gość na przyjęciu
- Ludzie, o których zapomniał czas (1977) jako lady Charlotte „Charly” Cunningham
- Superman (1978) jako Ursa
- Superman II (1980) jako Ursa
- Conan Niszczyciel (1984) jako królowa Taramis
- Gwiezdna paczka (1986) jako Shandray
- Porachunki Steele'a (1987; film znany także pt. Żelazna sprawiedliwość) jako Kay
- Powrót potwora z bagien (1989) jako dr Lana Zurrell
- Władca zwierząt 2 (1991) jako Lyranna
- Władca lalek 3: Zemsta Toulona (1991) jako Elsa Toulon
- Pulpety 4 (1992) jako Monica Shavetts
- Powrót żywych trupów III (1993) jako porucznik płk. Sinclair
- Lustro, lustro II: Taniec kruka (1994) jako Nicolette
- Szpieg w spódnicy (1995) jako Carla Davis
- Kobieta-Demolka (1995) jako chirurg
- Voodoo (1995) jako prof. Conner
- Gryf z krainy ciemności (2007) jako królowa Cassandra z Delphi
- Konwent czarownic (2010) jako Czerwona Królowa, przywódczyni czarownic
- Striptizerki kontra wilkołaki (2012) jako Jeanette

Seriale TV:
- Kosmos 1999 (1975-77) jako B (gościnnie, 1976)
- Powrót Świętego (1978-79) jako Sheila Northcott (gościnnie, 1978)
- V: Decydująca bitwa (1984) jako Pamela
- Napisała: Morderstwo (1984-96) jako Violet Weems (gościnnie, 1985)
- Magnum (1980-88) jako Isobel Dumout (hrabina Jacklyn Fabre Dumout) (gościnnie, 1986)
- Detektyw Remington Steele (1982-87) jako Shannon Wayne (gościnnie, 1987)
- Matlock (1986-95) jako Barbara Sutcliffe (gościnnie, 1987)
- Detektyw w sutannie (1987-91) jako pani Gibbons (gościnnie, 1990)
- Przygody Tarzana (1991-94) jako Kiki Bluet (gościnnie, 1993)
- Babilon 5 (1993-98) jako Jha'Dur (Chodząca Śmierć) (gościnnie, 1994)
- Iron Man: Obrońca dobra (1994-96) – Alana Ulanova (głos)
- Prawdziwe przygody Jonny’ego Questa (1996-97) – pani Cadbury (głos)
- Superman (1996-2000) – Mala (głos)
- Batman przyszłości (1999-2001) – królowa (głos)
- Gwiezdne wrota (1997-2007) jako Yosuuf/Garshaw of Belote (gościnnie, 1998)
- Gorączka w mieście (1997-99) jako Wilma (gościnnie, 1997)
- Emmerdale (od 1972) jako konsultant w szpitalu (gościnnie, 2015)